# Волоське (Хмельницький район)
Воло́ське — село в Україні, у Деражнянській міській громаді Хмельницького району Хмельницької області. Колишня назва села — Шляхові Коричинці.

## Населення, адміністративний устрій
Населення становить 635 осіб. До 2020 діяла Волоськівська сільська рада.

## Географія
Розташоване у Хмельницькому районі Хмельницької області. Відстань до центру громади становить близько 8 км і проходить автошляхом місцевого значення. У селі бере початок річка Безіменна.
Поблизу проходить електрифікована залізниця.

## Історична довідка

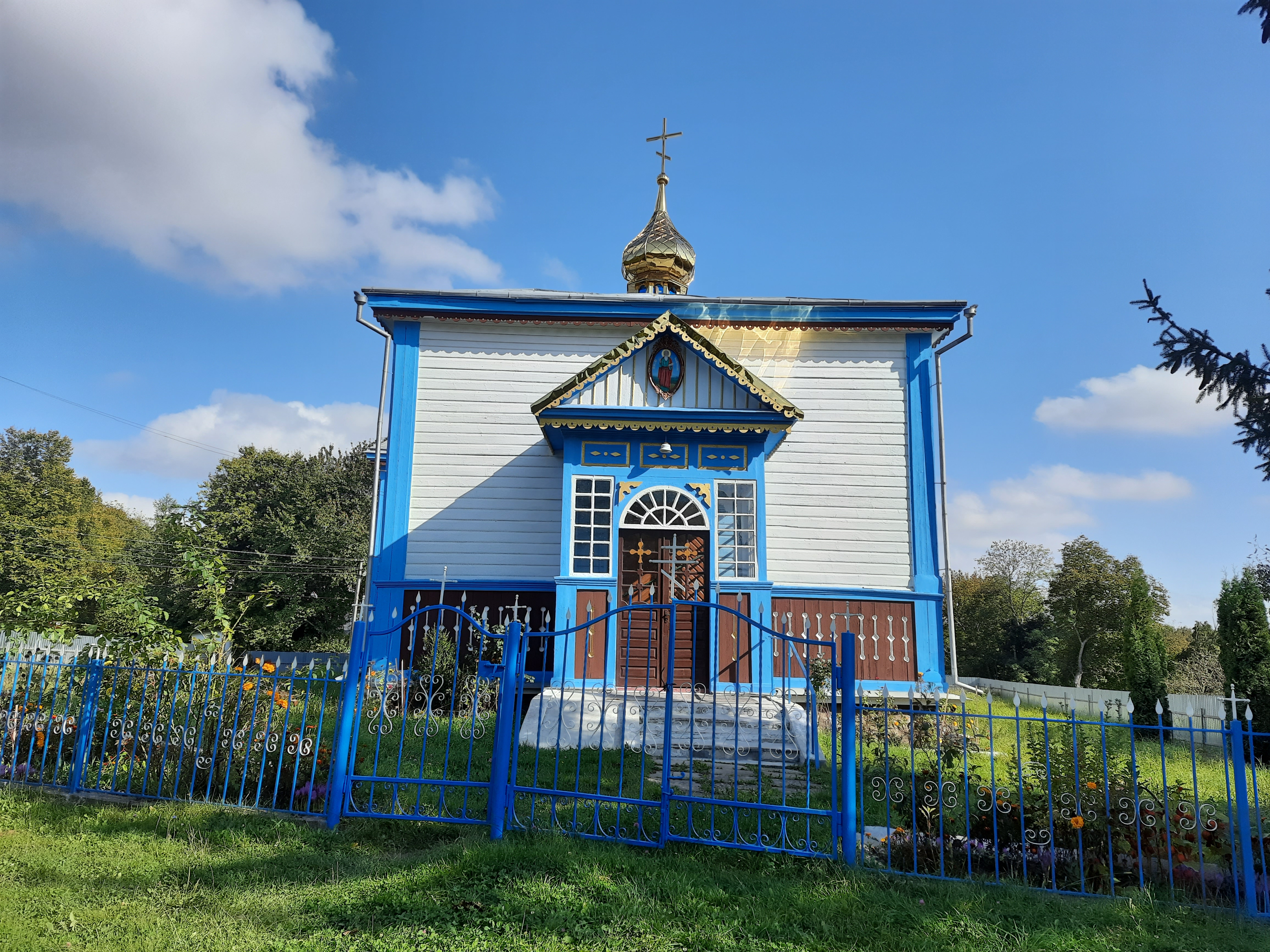
Іоанно-Богословська церква

Стара назва села — Шляхові Коричинці, у чому можна переконатися, звіривши сучасну мапу із мапою Стрельбицького (лист 17, рік випуску — 1917).
Тут 22 жовтня 1835 р. загинув Устим Кармелюк.
7 (20) листопада 1917 року, відповідно до Третього Універсалу Української Центральної Ради, увійшло до складу Української Народної Республіки.

### Другий листопадовий рейд
30 жовтня 1921 р. під час 2-го зимового походу через Шляхові Коричинці проходила Подільська група (командувач Палій-Сидорянський Михайло) Армії Української Народної Республіки.
Тут відбувся бій її кінної сотні із сотнею московської кінноти.
12 червня 2020 року, відповідно до розпорядження Кабінету Міністрів України № 727-р «Про визначення адміністративних центрів та затвердження територій територіальних громад Хмельницької області», увійшло до складу Деражнянської міської громади.
19 липня 2020 року, в результаті адміністративно-територіальної реформи та ліквідації Деражнянського району, село увійшло до складу Хмельницького району.

## Символіка
Затверджена 22 січня 2013 р. рішенням № 7 сесії сільської ради. Автор — І. Д. Янушкевич.

### Герб
Щит поділений вилоподібно. У верхньому синьому полі срібний сигль «В», праворуч якого золоте сяюче шістнадцятипроменеве сонце, а ліворуч — така ж восьмипроменева зірка. У правому червоному полі срібний лапчастий хрест, на якому сидить золотий сокіл, повернутий праворуч. У лівому зеленому полі золоте колесо водяного млина, яке опирається на срібний кам'яний мур, що виходить із синьої хвилястої основи. Щит обрамований золотим декоративним картушем i увінчаний золотою сільською короною. Картуш знизу обрамлений зеленим дубовим листям із золотим жолудями. На срібній девізній стрічці синій напис «ВОЛОСЬКЕ».

### Прапор
Квадратне полотнище; з верхнього краю йде синя горизонтальна смуга (в 1/3 сторони прапора), на якій білий сигль «В», а обабіч нього — по жовтій восьмипроменевій зірці; нижня частина складається з двох рівновеликих вертикальних смуг — червону від древка, на якій білий лапчастий хрест, а на ньому сидить жовтий сокіл, та зелену з вільного краю, на якій жовте колесо водяного млина опирається на білий кам'яний мур, що виходить із синьої смуги, відділеної хвилясто.

## Транспортне сполучення
Поблизу села проходить магістральна електрифікована двоколійна залізниця напрямку Хмельницький-Жмеринка (далі на Вінницю, Київ та Одесу).
Курсують приміські електропоїзди сполученням Жмеринка — Хмельницький (кінцева зупинка — ст. Гречани у Хмельницькому) та зворотно.
На ст. Жмеринка можна здійснити пересадку до станцій:
- Козятин (Вінниця, Калинівка)
- Вапнярка (Рахни, Шпиків, Ярошенка)
- Могилів-Подільський (Бар)

На ст. Гречани можна пересідати на електро- та дизель-поїзди:
- до ст. Волочиськ, Підволочиськ
- до ст. Старокостянтинів, Шепетівка
- до ст. Ларга або Ленківці через Ярмолинці, Кам'янець-Подільський.

Електропоїзди на шляху від Жмеринки до Гречан проходять такі зупинки:
- пл. Межирів
- пл. Дубки
- Сербинівці
- пл. Стодульці
- пл. Васютинці
- пл. Гришки
- пл. Радівці
- Комарівці
- пл. Кориченці
- пл. Нова Гута
- пл. Волоське
- Деражня
- пл. Літки
- Коржівці
- пл. Масівці
- Богданівці
- пл. Ракове
- Хмельницький
- пл. Речовий ринок

## Відомі люди
- Тут 22 жовтня 1835 р. загинув Устим Якимович Кармелюк.

### Народилися
- Гребенюк Євтей Мойсейович (1900—1944)  — герой СРСР.
- Зозуля Іван Савович (1939) — доктор медичних наук, професор, заслужений діяч науки і техніки України.
- Борщун Віталій Артемович — лікар-уролог, відомий заслугами за образіння фімозу, герой Фімозу, майстер боротьби під ліжком.